# Giovanni Alfonso Borelli
Giovanni Alfonso Borelli (phát âm tiếng Ý: [dʒoˈvanni alˈfɔnso boˈrɛlli]; 28 tháng 1 năm 1608 - 31 tháng 12 năm 1679) là một nhà sinh lý học, vật lý và toán học người Ý thời Phục hưng. Ông đã đóng góp vào nguyên tắc hiện đại về nghiên cứu khoa học bằng cách tiếp nối các thực hành của Galileo trong việc kiểm tra các giả thuyết chống lại quan sát. Được đào tạo về toán học, Borelli cũng thực hiện các nghiên cứu sâu rộng về các mặt trăng của Sao Mộc, cơ chế chuyển động của động vật và các thành phần cấu tạo của máu. Ông cũng sử dụng kính hiển vi để điều tra sự chuyển động của khí khổng của thực vật, đồng thời tiến hành các nghiên cứu về y học và địa chất. Trong sự nghiệp của mình, ông được hưởng sự bảo trợ của Nữ hoàng Christina của Thụy Điển.

## Tiểu sử
Giovanni Borelli sinh ngày 28 tháng 1 năm 1608 tại quận Castel Nuovo, ở Naples. Ông là con trai của một lính bộ binh Tây Ban Nha Miguel Alonso và một phụ nữ địa phương tên là Laura Porello (tên gọi khác là Porelli hoặc Borelli).
Borelli đã đến Rome, nơi ông theo học Benedetto Castelli, trúng tuyển ngành toán học tại Đại học Sapienza của Rome. Khoảng trước năm 1640, ông được bổ nhiệm làm Giáo sư Toán học tại Messina. Vào đầu những năm 1640, ông gặp Galileo Galilei ở Florence. Trong khi có khả năng họ vẫn là những người quen biết, Galileo đã từ chối các cân nhắc đề cử Borelli làm trưởng khoa Toán học tại Đại học Pisa khi ông tự mình rời bỏ vị trí này. Borelli đạt được vị trí này vào năm 1656. Đó là lần đầu tiên ông gặp nhà giải phẫu người Ý, Marcello Malpighi.
Borelli và Malpighi đều là thành viên sáng lập của Accademia del Cimento, một tổ chức có thời gian tồn tại ngắn ngủi, một học viện khoa học của Ý được thành lập vào năm 1657. Chính tại đây, Borelli, được thúc đẩy bởi những nghiên cứu của Malpighi, đã bắt đầu những cuộc điều tra đầu tiên về khoa học chuyển động của động vật, hay cơ sinh học. Điều này đưa đến sự quan tâm của ông trong suốt phần đời còn lại dành cho lĩnh vực này và cuối cùng mang lại cho ông danh hiệu cha đẻ của ngành cơ học sinh học. Sự tham gia của Borelli vào Accademia chỉ là tạm thời và tổ chức này tự giải tán ngay sau khi ông rời đi.
Borelli trở lại Messina vào năm 1668 nhưng nhanh chóng bị buộc phải lưu vong vì bị nghi ngờ tham gia vào các âm mưu chính trị. Tại đây, lần đầu tiên ông làm quen với cựu Nữ hoàng Christina của Thụy Điển, người cũng từng bị lưu đày tới Rome vì đã cải đạo sang Công giáo. Borelli sống những năm còn lại trong cảnh nghèo khó, dạy toán cơ bản tại trường tu viện, nơi ông được phép sống. Ông đã không bao giờ thấy được tác phẩm của mình, De Motu Animalium (Về sự chuyển động của động vật), được xuất bản. Tác phẩm này chỉ được xuất bản sau khi ông mất, và được nữ hoàng Christiana và các nhà hảo tâm tài trợ.

## Thành tựu khoa học
Những thành tựu khoa học chính của Borelli tập trung vào các nghiên cứu của ông về cơ sinh học. Công việc này bắt nguồn từ những nghiên cứu của ông về động vật. Các ấn phẩm của ông, De Motu Animalium I và De Motu Animalium II, mượn tiêu đề của từ luận thuyết của Aristoteles, liên hệ động vật với máy móc và sử dụng toán học để chứng minh lý thuyết của ông.
Các nhà giải phẫu học của thế kỷ XVII là những người đầu tiên đề xuất chuyển động co cứng của các cơ. Tuy nhiên, Borelli lần đầu tiên cho rằng “cơ bắp không thực hiện chuyển động quan trọng nào khác hơn là bằng cách co lại.” Ông cũng là người đầu tiên phủ nhận ảnh hưởng của cơ thể đối với chuyển động của cơ bắp. Điều này đã được chứng minh thông qua các thí nghiệm khoa học của ông, trong đó, ông chứng minh rằng rằng cơ sống không giải phóng các tiểu thể vào nước khi bị cắt. Borelli cũng nhận ra rằng chuyển động tịnh tiến kéo theo chuyển động của trọng tâm cơ thể về phía trước, sau đó là chuyển động của các chi để giữ thăng bằng. Các nghiên cứu của ông cũng mở rộng ra ngoài cơ bắp và vận động. Đặc biệt, ông ví hành động của trái tim giống như hoạt động của một pít-tông. Để điều này hoạt động bình thường, ông đã đưa ra ý tưởng rằng các động mạch phải có tính đàn hồi. Đối với những khám phá này, Borelli được coi là cha đẻ của cơ sinh học hiện đại, và Hiệp hội Cơ sinh học Hoa Kỳ sử dụng Giải thưởng Borelli làm vinh dự cao nhất cho nghiên cứu trong lĩnh vực này.
Cùng với công việc nghiên cứu về cơ sinh học, Borelli cũng quan tâm đến vật lý, đặc biệt là quỹ đạo của các hành tinh. Borelli tin rằng các hành tinh quay vòng là kết quả của ba lực. Lực đầu tiên liên quan đến mong muốn tiếp cận mặt trời của các hành tinh. Lực thứ hai ra lệnh rằng các hành tinh bị đẩy sang một bên bởi các xung lực từ ánh sáng mặt trời, một thứ vật chất hữu hình. Cuối cùng, lực thứ ba đã đẩy các hành tinh ra ngoài do trục quay quanh mặt trời. Kết quả của những lực này tương tự như quỹ đạo của một hòn đá khi được buộc trên một sợi dây. Các phép đo của Borelli về quỹ đạo của các vệ tinh của Sao Mộc được đề cập trong tập 3 của cuốn Những nguyên lý toán học của triết học tự nhiên của Newton.
Borelli cũng được coi là người đầu tiên xem xét thiết bị thở dưới nước khép kín cùng với thiết kế tàu ngầm ban đầu của mình. Khí thở ra được làm mát bằng nước biển sau khi đi qua ống đồng. Mũ bảo hiểm bằng đồng thau với cửa sổ kính và đường kính 0,6 m (2 ft). Thiết bị này không bao giờ có khả năng được sử dụng hoặc thử nghiệm.

### Các công việc khác
Borelli cũng viết:
- Delle cagioni delle febbri maligne della Sicilia negli anni 1647 e 1648 (Cosenza, 1649)
- Euclides Restitutus (Pisa, 1658)
- Apollonii Pergaei Conicorum libri v., vi. et vii (Florence, 1661)
- Theoricae Mediceorum planetarum ex causis physicis deductae (Florence, 1666)
- De vi percussionis (Bologna, 1667)
- Meteorologia Aetnea (Reggio, 1669)
- De motionibus naturalibus a gravitate pendentibus (Bologna, 1670)